# Stenoptilia hahni
Stenoptilia hahni is een vlinder uit de familie vedermotten (Pterophoridae). De wetenschappelijke naam is voor het eerst geldig gepubliceerd in 1989 door Arenberger.
De soort komt voor in Europa.